# Wrath of Love
Wrath of Love è un film muto del 1917 diretto da James Vincent. Sceneggiato da Mary Murillo su un soggetto di James R. Carey, aveva come interpreti Virginia Pearson, Louise Bates, Irving Cummings.

## Trama
Innamorata di Bob Lawson, Roma Winnet, autrice di Jealousy, si sposa con lui. Ma, gelosa di natura, non riesce a tenere a freno quel sentimento che potrebbe portare alla rovina il suo matrimonio. Dave Blake, un agente segreto fidanzato di Ethel, la migliore amica di Roma, la affida a Bob. Ma scopre che Bob è tenuto d'occhio da alcune spie. La vista del marito insieme a Ethel provoca la gelosia di Roma, i cui sospetti sembrano confermati dall'incontro segreto tra Ethel, Dave e Bob. Convinta che i due siano amanti, Roma minaccia il marito di divorziare. Quella notte, Bob riceve un biglietto, che lui crede essere di Dave, che gli chiede in maniera concitata di raggiungerlo. Scopre, però, che il messaggio era una trappola delle spie: Bob e Dave, dopo una fiera lotta, riescono a fuggire incolumi. Gli equivoci sono finalmente spiegati e Roma, non avendo più alcun motivo di essere gelosa, si riconcilia con Bob.

## Produzione
Il film fu prodotto dalla Fox Film Corporation.

## Distribuzione
Il copyright del film, richiesto da William Fox, fu registrato il 5 luglio 1917 con il numero LP11202.
Distribuito dalla Fox Film Corporation, il film uscì nelle sale cinematografiche statunitensi il 4 agosto 1917.
Non si conoscono copie ancora esistenti della pellicola che viene considerata presumibilmente perduta.